# 遠藤 (藤沢市)
遠藤（えんどう）は、神奈川県藤沢市の大字。古くからの集落と湘南ライフタウンとして開発が進むエリアが共存する地域である。

## 地理
藤沢市の北西部に位置し、相模野台地の南端部を占める。域内東部は相模原面と呼ばれる広大な平坦面に属し、北西部はそれよりも古い堆積面で比較的緩やかな起伏の高座丘陵（高座台地）の一部に属する。両堆積面の境界付近は小出川および引地川支流の小糸川が樹枝状に穿つ谷戸の谷頭部に当たり、古くからの集落が分布する。また谷戸は水田として利用されている。台地上の平坦面は畑として利用されてきたが、東南部には工業団地が、また南部では大規模な宅地造成が行われている（湘南ライフタウン）。

### 河川
- 小出川

### 地価
住宅地の地価は、2023年（令和5年）1月1日の公示地価によれば、遠藤字菖蒲沢境3634番13の地点で14万8000円/m2となっている。

## 歴史
縄文時代の遺構が多数見つかっている。相模国高座郡に属し、戦国期は遠藤郷が置かれた。1590年の小田原征伐では、豊臣秀吉が当地を掌握しようとした。
江戸時代には遠藤村と称し、1633年（寛永10年）は旗本岡部氏・堀氏の相給、1697年（元禄10年）は旗本中根氏・堀氏の相給、1767年（明和4年）は旗本堀氏・本多氏・杉浦氏の3給だった。
遠藤村は藤沢宿定助郷を務め、1788年（天明8年）から1793年（寛政5年）までの間、困窮による助郷免除願により一部が休役となり、1851年（嘉永4年）から1860年（万延元年）までは他の定助郷の困窮から新たに代助郷が加えられた。
1827年（文政10年）の関東取締出役による改革組合村設立の際は藤沢宿寄場に属した。
民業は、農業が主で余業で養蚕のほか、冬季に男は薪炭を産し、女は紡織をした。
江戸時代末期には、寺子屋の郷学琢成（たくせい）学舎（後の藤沢市立秋葉台小学校）が開かれた。

### 地名の由来
『皇国地誌』（明治初年）が紹介する伝承によれば、1177年-1180年頃（治承年間）に、遠藤盛遠（文覚の俗名）の采地であったことから。

### 沿革
- 1868年8月5日（慶応4年6月17日） - 遠藤村は、新設した神奈川府の所属となる。
- 1868年11月5日（明治元年9月21日） - 神奈川府を神奈川県へ改称する。
- 1871年12月25日（明治4年11月14日） - 遠藤村を含む高座郡は足柄県所属となる[9]が、直後に神奈川県へ移管される。
- 1889年（明治22年）4月1日 - 町村制施行により、遠藤村域は小出村大字遠藤となる。

- 1955年（昭和30年）4月5日 - 小出村のうち大字遠藤が藤沢市へ編入され、藤沢市大字遠藤となる。小出村の残りの区域は同日、茅ヶ崎市に編入された。
- 1972年（昭和47年） - 遠藤市民センターが開設する。
- 1976年（昭和51年） - 秋葉台中学校が開校する。
- 1990年（平成2年）4月1日 - 字刈込5322番地に慶應義塾大学湘南藤沢キャンパスが開設される[10]。

## 世帯数と人口
2023年（令和5年）9月1日現在（藤沢市発表）の世帯数と人口は以下の通りである。
| 大字 | 世帯数    | 人口     |
| ---- | --------- | -------- |
| 遠藤 | 6,444世帯 | 15,456人 |

### 人口の変遷
国勢調査による人口の推移。
| 年                 | 人口   |
| ------------------ | ------ |
| 1995年（平成7年）  | 15,180 |
| 2000年（平成12年） | 15,280 |
| 2005年（平成17年） | 15,552 |
| 2010年（平成22年） | 15,646 |
| 2015年（平成27年） | 15,791 |
| 2020年（令和2年）  | 15,543 |

### 世帯数の変遷
国勢調査による世帯数の推移。
| 年                 | 世帯数 |
| ------------------ | ------ |
| 1995年（平成7年）  | 4,810  |
| 2000年（平成12年） | 5,179  |
| 2005年（平成17年） | 5,551  |
| 2010年（平成22年） | 5,836  |
| 2015年（平成27年） | 6,076  |
| 2020年（令和2年）  | 6,186  |

## 事業所
2021年（令和3年）現在の経済センサス調査による事業所数と従業員数は以下の通りである。
| 大字 | 事業所数  | 従業員数 |
| ---- | --------- | -------- |
| 遠藤 | 541事業所 | 9,923人  |

### 事業者数の変遷
経済センサスによる事業所数の推移。
| 年                 | 事業者数 |
| ------------------ | -------- |
| 2016年（平成28年） | 519      |
| 2021年（令和3年）  | 541      |

### 従業員数の変遷
経済センサスによる従業員数の推移。
| 年                 | 従業員数 |
| ------------------ | -------- |
| 2016年（平成28年） | 8,325    |
| 2021年（令和3年）  | 9,923    |

## 交通

### 鉄道
当地を通る鉄道路線はない。最寄駅は、小田急江ノ島線湘南台駅となる。

### バス
- 神奈川中央交通
  - 湘11系統 湘南台駅西口行、茅ヶ崎駅行
  - 湘12系統 湘南台駅東口行、湘南ライフタウン行
  - 湘16系統 湘南台駅西口行（二番構保健医療センター発・経路は辻26に準ずる）
  - 湘17系統 湘南台駅西口行、文教大学行
  - 湘19系統・20系統 湘南台駅西口行、綾瀬車庫行
  - 湘21系統 湘南台駅西口行、湘南ライフタウン行（経路は辻26に準ずる）
  - 湘23・24・25系統 湘南台駅西口行、慶応大学行、慶応中高等部前行
  - 湘26系統 湘南台駅西口行（深夜バスのみ・経路は湘23と同一）
  - 湘28系統 湘南台駅西口行、慶応中高等部前行
  - 藤12・13・15系統 藤沢駅北口行、湘南ライフタウン行
  - 藤34・39系統 藤沢駅北口行、湘南台駅西口行
  - 辻23（急行）・24・28・29系統 辻堂駅北口行、湘南ライフタウン行
  - 辻26系統 湘南台駅西口行、辻堂駅北口行
  - 辻33系統 辻堂駅北口行、綾瀬車庫行
  - 辻34・35（急行）系統 辻堂駅北口行、慶応大学行、中高降車場行
  - 善03系統 善行駅行、湘南ライフタウン行
  - 茅03系統 茅ヶ崎駅行、湘南ライフタウン行

### 道路
- 神奈川県道43号藤沢厚木線
- 神奈川県道47号藤沢平塚線
- 神奈川県道404号遠藤茅ヶ崎線

## 施設
- 慶應義塾大学湘南藤沢キャンパス
- 慶應義塾湘南藤沢中等部・高等部
- 藤沢市立滝の沢中学校
- 藤沢市立滝の沢小学校
- 藤沢市立秋葉台中学校
- 藤沢市立秋葉台小学校
- 藤沢慶応前郵便局
- 藤沢市立秋葉台公園
  - 秋葉台文化体育館
- 藤沢市遠藤市民センター
- 湘南ライフタウン
- 湘南とうきゅう
- 湘南ライフタウンバスターミナル

## その他

### 日本郵便
- 郵便番号 : 252-0816[3]（集配局 : 藤沢北郵便局[19]）。